# Col de Portet-d'Aspet
Ne doit pas être confondu avec Col de Portet.
Le col de Portet-d'Aspet est un col routier situé sur la commune du même nom dans les Pyrénées dans le département de la Haute-Garonne et la région Occitanie. Il est emprunté par la route des cols.

## Toponymie
Le nom de ce col serait en fait un toponyme pléonastique de type « col du col », sans autre signification particulière.

## Géographie

### Accès
Le col est desservi par l'ancienne route nationale 618, emblématique du versant nord des Pyrénées et réunissant des stations thermales et des grands cols du Tour de France.

### Topographie
Situé sur la commune de  Portet-d'Aspet, près d'Aspet, dans le massif du Pic de Paloumère (1 608 m). D'une altitude de 1 070 m, il relie la vallée du Ger à celle de la Bouigane en Couserans, environné de forêts domaniales.

## Histoire

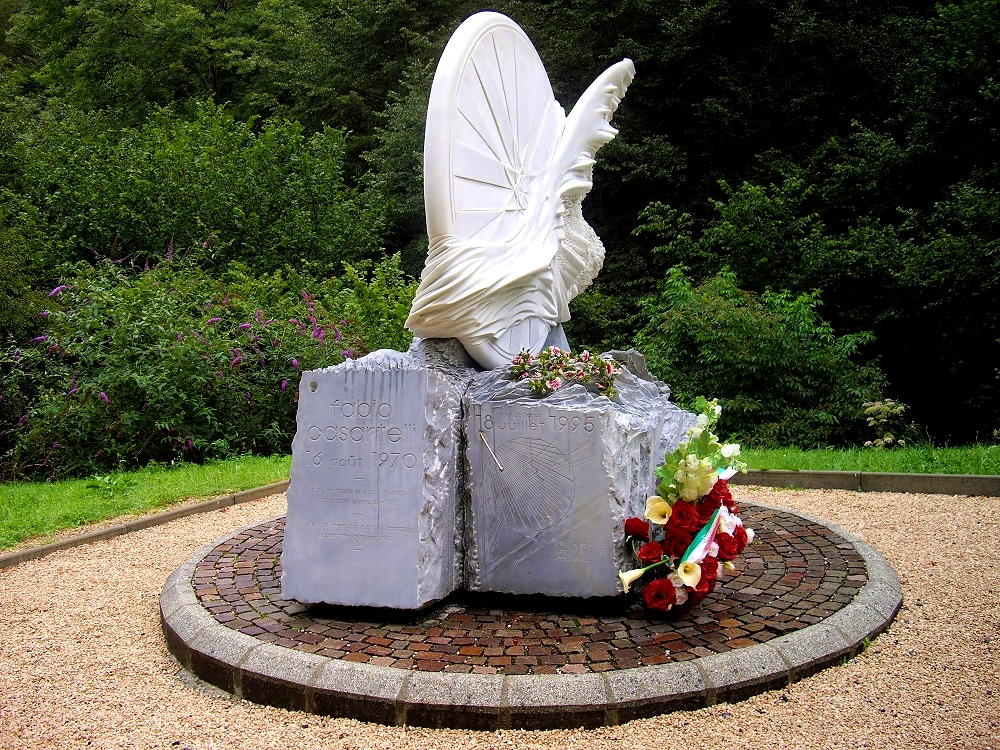
Monument dédié à la mémoire de Fabio Casartelli (1970-1995).

Le col est le point de passage haut du GR78 appelé Chemin du piémont pyrénéen, lequel est un itinéraire secondaire pour le pèlerinage vers Saint-Jacques-de-Compostelle.
Chutant dans la descente, Raymond Poulidor abandonne lors de la 13e étape du Tour de France 1973.
Fabio Casartelli (1970-1995) trouve la mort après une chute dans cette même descente lors de la 15e étape du Tour de France 1995. Le long de la route qui descend vers Aspet, l'on peut voir une stèle à l'endroit exact de sa chute ainsi qu'un monument dédié à sa mémoire élevé un peu plus loin. Une course cyclosportive est organisée chaque année depuis Saint-Girons en son honneur.
Lors de la 16e étape du Tour de France 2018, Philippe Gilbert, toujours dans la descente, est victime d'une chute impressionnante en passant par-dessus un parapet puis en tombant en contrebas ; il finira l'étape mais abandonnera à cause d'une fracture de la rotule gauche,.

## Activités

### Randonnée
Le col est franchi par le Chemin du piémont pyrénéen qui constitue une variante de 500 km rejoignant les chemins vers Saint-Jacques-de-Compostelle, en Galice.
Du col de Portet d'Aspet, une randonnée classique consiste à monter au Pic de la Paloumère en partant vers le Nord, dans la forêt de hêtres puis l'alpage. Le pic est sur la gauche (1h30-2h de montée). On peut aussi traverser les crêtes de Cornudère, à droite.

Panorama depuis le col de Portet-d'Aspet.

### Tour de France
Ce col est souvent emprunté par le Tour de France.
| Année | Étape | Catégorie | 1er au sommet       |
| ----- | ----- | --------- | ------------------- |
| 2024  | 15    | 1         | Tobias Johannessen  |
| 2021  | 16    | 2         | Patrick Konrad      |
| 2018  | 16    | 2         | Philippe Gilbert    |
| 2015  | 12    | 2         | Georg Preidler      |
| 2014  | 16    | 2         | Thomas Voeckler     |
| 2013  | 9     | 2         | Arnold Jeannesson   |
| 2011  | 14    | 2         | Mickaël Delage      |
| 2010  | 15    | 2         | Thomas Voeckler     |
| 2007  | 15    | 2         | Laurent Lefèvre     |
| 2005  | 15    | 2         | Erik Dekker         |
| 2004  | 13    | 2         | Sylvain Chavanel    |
| 2003  | 14    | 2         | Richard Virenque    |
| 2002  | 12    | 2         | Laurent Jalabert    |
| 2001  | 13    | 2         | Laurent Roux        |
| 1998  | 11    | 2         | Alberto Elli        |
| 1997  | 10    | 2         | Laurent Brochard    |
| 1995  | 15    | 2         | Richard Virenque    |
| 1988  | 15    | 2         | Steven Rooks        |
| 1984  | 11    | 1         | Theo de Rooij       |
| 1973  | 13    | 3         | Raymond Martin      |
| 1972  | 9     | 2         | Christian Raymond   |
| 1971  | 14    | 3         | José Manuel Fuente  |
| 1969  | 16    | 3         | Raymond Delisle     |
| 1967  | 16    | 3         | Fernando Manzaneque |
| 1966  | 12    | 2         | Julio Jiménez       |
| 1965  | 10    | 2         | Julio Jiménez       |
| 1964  | 15    | 3         | Julio Jiménez       |
| 1963  | 12    | 2         | Federico Bahamontes |
| 1962  | 14    | 2         | Federico Bahamontes |
| 1960  | 12    | 2         | Joseph Planckaert   |
| 1958  | 15    | 2         | Federico Bahamontes |
| 1957  | 17    | 3         | Michel Stolker      |
| 1956  | 13    | 2         | Charly Gaul         |
| 1951  | 15    | 3         | Gino Bartali        |
| 1947  | 14    | 2         | Albert Bourlon      |